# Биголи

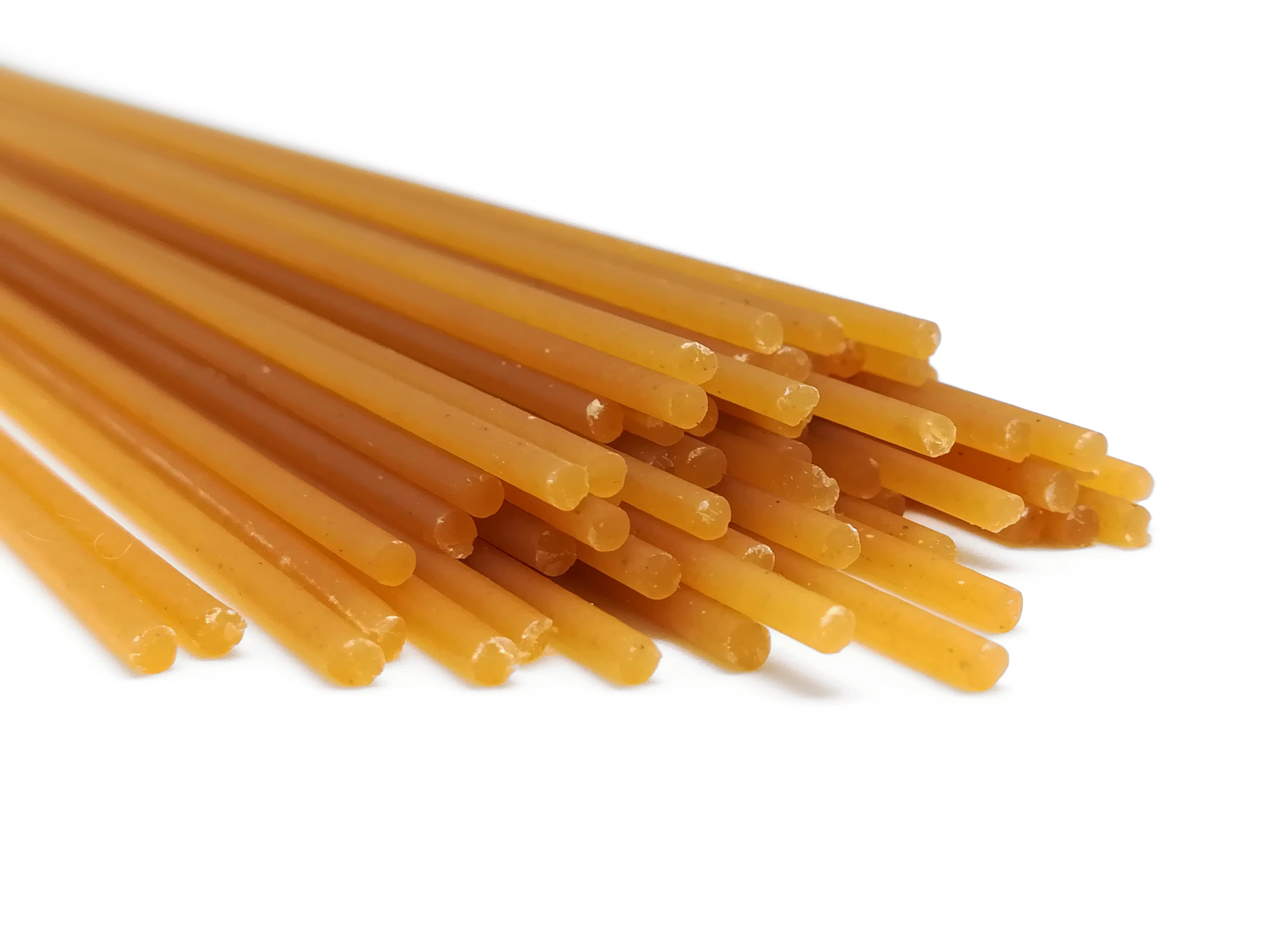
«Биголи»

Биголи (итал. Bigoli) — вид итальянских макаронных изделий. Это толстые, длинные, полые макароны. Традиционно производится с использованием гречневой муки, но в последние годы обычно используют цельнозерновую пшеничную муку. Это блюдо родом из области Италии Венеция. Есть несколько вариантов этой пасты, которые получаются путём изменения типа муки (с использованием гречневой муки получаются биголи темного цвета) или добавлением яичного теста.
Один из наиболее известных рецептов — Bigoli in salsa: биголи из цельной муки с соусом из обжаренного лука и солёной рыбы (раньше использовались сардины, теперь — обычно анчоусы).
Аналогичный вид макаронных изделий в Тоскане носит название пичи.